# William Archibald Dunning
William Archibald Dunning (* 12. Mai 1857 in Plainfield, New Jersey; † 15. August 1922) war ein US-amerikanischer Historiker und Politikwissenschaftler.

## Leben und Werk
Dunning studierte an der Columbia University mit dem Bachelor-Abschluss 1881, dem Master-Abschluss 1884 und der Promotion 1885 (The Constitution of the United States in Civil War and Reconstruction: 1860–1867). Danach war er ein Jahr in Europa, wo er bei Heinrich von Treitschke in Berlin studierte. Nach der Rückkehr wurde er Professor an der Columbia University, ab 1903 Francis Lieber Professor of History and Political Philosophy.
Er unternahm grundlegende historische Untersuchungen zur Rekonstruktionsära nach dem Bürgerkrieg und begründete auf diesem Gebiet die Dunning-Schule an der Columbia University. Viele Professoren an Südstaaten-Universitäten gehörten zu dieser Schule, die ein überwiegend negatives Bild der Rekonstruktion als Unterdrückung der weißen Südstaatler durch radikale Republikaner und Geschäftemacher aus dem Norden (Carpetbaggers) und ihre weißen Südstaaten-Kollaborateure, die Scalawags, sowie die freigelassenen Schwarzen (Freedmen) zeichnete. Seinen Niederschlag fand dieses Bild unter anderem im Film Vom Winde verweht von 1939 und dem gleichnamigen Buch von Margaret Mitchell. Die Plantagenbesitzer der Vorkriegszeit wurden positiv gesehen und verteidigt und Abolitionisten aus dem Norden für die Verschärfung der politischen Lage und den Kriegsausbruch verantwortlich gemacht. Dunning selbst war Anhänger der Demokraten und entschiedener Gegner der Sklaverei in den Südstaaten. Die Dunning-Schule wurde in den 1930er Jahren von revisionistischen Historikern wie Howard K. Beale kritisiert und später von neoabolitionistischen Historikern, die der Bürgerrechtsbewegung Ende der 1950er und der 1960er Jahre nahestanden (wie Eric Foner) und schon seit Anfang des 20. Jahrhunderts von afroamerikanischen Historikern wie W. E. B. Du Bois und später John Hope Franklin.
Außerdem befasste Dunning sich mit Geschichte politischer Theorien und schrieb 1914 ein Buch über die britisch-US-amerikanischen Beziehungen der letzten hundert Jahre.
Von 1894 bis 1903 war er Herausgeber des Political Science Quarterly. Er war einer der Gründer der American Historical Association und 1913 deren Präsident. Zu seinen Schülern gehörten Charles Edward Merriam, Harry Elmer Barnes, James Wilford Garner, Carlton J. H. Hayes und Clara Mildred Thompson. Er amtierte 1920/21 als Präsident der American Political Science Association (APSA).

## Schriften
- Essays on the civil war and reconstruction and related topics, New York: Macmillan 1897, 2. Auflage 1904
- History of Political Theories, 3 Bände, New York: Macmillan, 1902–1920, Band 1 Ancient and Medieval, 1902, Band 2 From Luther to Montesquieu 1905, Band 3 From Rousseau to Spencer 1920
- Reconstruction, Political and Economic, 1865–1877, New York, Harper 1907 (in der Reihe American Nation), Harper 1962
- mit Frederic Bancroft A Sketch of Carl Schurz's Political Career, 1869–1906, in The Reminiscences of Carl Schurz, Band 3, New York 1908
- Paying for Alaska: some unfamiliar incidents in the process, New York: Ginn and Company, 1912
- The British Empire and the United States: a review of their relations during the century of peace following the treaty of Ghent, New York: Scribners 1914